# Polyrhachis kaipi
Polyrhachis kaipi é uma espécie de formiga do gênero Polyrhachis, pertencente à subfamília Formicinae.